# Geminiano Cibau
Geminiano Cibau (Cividale del Friuli, 1893 – Milano, 1969) è stato uno scultore e ceramista italiano.
Geminiano Cibau, anche Gemignano, pseudonimo di Geminiano Ciban, fu scultore di fama e grande interprete della scultura anche monumentale italiana degli anni Trenta.
Operò principalmente in Lombardia creando opere contraddistinte da uno stile arcaico novecentista.
Durante gli anni Venti si dedicò all'attività di scultore e modellatore di ceramiche artistiche presso la Richard-Ginori sotto la direzione artistica di Giò Ponti.
Nel 1930 realizza due altorilievi monumentali e due gruppi scultorei in travertino per la facciata del Palazzo Mezzanotte di Milano, che si pongono a lato delle opere di Leone Lodi. Per il Palazzo del Banco di Roma di piazza Edison scolpisce gli altorilievi "La Dea Roma" e "Sant'Ambrogio", presenti sui fianchi dell'edificio.
Sue le porte in rame a sbalzo che ornano le tre entrate della chiesa di San Vincenzo in Prato a Milano.
La chiesa di Santa Maria Nascente di Meda, progetto di Paolo Mezzanotte, ospita, in facciata, due angeli in altorilievo realizzati nel 1939; presso la chiesa parrocchiale di Caslino d'Erba (CO) realizza il portale di bronzo recante otto scene della vita di Sant'Ambrogio, al Cimitero Urbano di Monza è sua la statua del monumento funebre dell'atleta olimpico Ernesto Ambrosini, del 1952.
Illustrò il regime con opere quali Il Duce (esposto alla Permanente di Milano del 1933) e la Vittoria del Fascismo, del 1934.